# Iborra
Iborra, en catalán y oficialmente Ivorra, es un municipio español de la provincia de Lérida, situado en la parte occidental de la comarca de la Segarra, en el límite con las de la Anoia y Solsonés, Cataluña. El núcleo de población está situado en la ladera de una colina y conserva su aspecto medieval.

## Geografía humana

### Demografía
Cuenta con una población de 100 habitantes (INE 2024).
| Gráfica de evolución demográfica de Ivorra entre 1842 y 2021 |
| |
| Población de derecho según los censos de población del INE Población de hecho según los censos de población del INEEn estos censos se denominaba Iborra: 1842, 1857, 1860, 1877, 1887, 1897, 1900, 1910, 1920, 1930, 1940, 1950, 1960, 1970 y 1981 |

| 1900 | 1930 | 1950 | 1970 | 1981 | 1986 |
| ---- | ---- | ---- | ---- | ---- | ---- |
| 266  | 326  | 287  | 222  | 199  | 190  |